# Antal Biró
Antal Biró, född 1907 i Pozsony Ungern, död 1990, var en ungersk-svensk konstnär. Han var gift med konstnären Nanny Nygren-Biró. 
Biró bedrev konststudier i Budapest 1940-1946 och i Roim och Paris 1946-1948. 
Han har haft utställningar i Budapest, Wien, Rom och Paris samt ett flertal platser i Sverige.
Birós konst var först ett realistiskt måleri, men han övergick till det mer abstrakta och experimentella måleriet.  